# A BFC Siófok 2008–2009-es szezonja
A BFC Siófok 2008–2009-es szezonja szócikk a BFC Siófok első számú férfi labdarúgócsapatának egy szezonjáról szól, mely sorozatban a 2., összességében pedig a 16. idénye a csapatnak a magyar első osztályban. A klub fennállásának ekkor volt a 87. évfordulója.

## Mérkőzések
| Színmagyarázat | Színmagyarázat |
| -------------- | -------------- |
|                | Győzelem.      |
|                | Döntetlen.     |
|                | Vereség.       |

### Soproni Liga 2008–09

#### Őszi fordulók
| 1. forduló 2008. július 26. 20:00 |

| BFC Siófok | 1 – 0               | FC Fehérvár |
| ---------- | ------------------- | ----------- |
| Sütő 17'   | (1 – 0) Jegyzőkönyv | Sifter 72'  |

| Révész Géza utcai stadion, Siófok Nézőszám: 4 500 Játékvezető: Iványi Zoltán (magyar) |

| 2. forduló 2008. augusztus 2. 20:00 |

| Nyíregyháza Spartacus                          | 1 – 0               | BFC Siófok                             |
| ---------------------------------------------- | ------------------- | -------------------------------------- |
| Cornaci 67' 31' Zabos 45' Dosso 56' Lippai 58' | (0 – 0) Jegyzőkönyv | Magasföldi 45' Lipcsei 68' Forgács 84' |

| Nyíregyháza Városi Stadion, Nyíregyháza Nézőszám: 3 000 Játékvezető: Sulyok Gergely (magyar) |

| 3. forduló 2008. augusztus 9. 20:00 |

| BFC Siófok                       | 0 – 1               | Újpest                           |
| -------------------------------- | ------------------- | -------------------------------- |
| Fülöp 60' Sütő 65' Mogyorósi 83′ | (0 – 0) Jegyzőkönyv | Rajczi 83' Jucemar 26' Kabát 41' |

| Révész Géza utcai stadion, Siófok Nézőszám: 5 000 Játékvezető: Berger József (magyar) |

| 4. forduló 2008. augusztus 16. 20:00 |

| BFC Siófok                                     | 0 – 1               | Vasas                   |
| ---------------------------------------------- | ------------------- | ----------------------- |
| Horváth 29' Hegedűs 31' Forgács 84' Sütő 90+1′ | (0 – 0) Jegyzőkönyv | Sowunmi 81' B. Tóth 65' |

| Révész Géza utcai stadion, Siófok Nézőszám: 1 500 Játékvezető: Szilasi Szabolcs (magyar) |

| 5. forduló 2008. augusztus 22. 20:00 |

| Haladás                                                    | 5 – 0               | BFC Siófok                           |
| ---------------------------------------------------------- | ------------------- | ------------------------------------ |
| Guzmics 21' Rajos 26' Kenesei 48' (11-esből) 73' Oross 56' | (2 – 0) Jegyzőkönyv | Bašara 38' Mogyorósi 48' Forgács 51' |

| Rohonci úti stadion, Szombathely Nézőszám: 7 000 Játékvezető: Andó-Szabó Sándor (magyar) |

| 6. forduló 2008. augusztus 31. 20:00 |

| BFC Siófok               | 0 – 4               | Debreceni VSC                              |
| ------------------------ | ------------------- | ------------------------------------------ |
| Lipcsei 59' Bašara 90+2' | (0 – 2) Jegyzőkönyv | Leandro 4' Bíró 33' Szakály 51' Rudolf 62' |

| Révész Géza utcai stadion, Siófok Nézőszám: 1 000 Játékvezető: Vad II. István (magyar) |

| 7. forduló 2008. szeptember 13. 20:00 |

| Kecskeméti TE                | 3 – 0               | BFC Siófok                                                           |
| ---------------------------- | ------------------- | -------------------------------------------------------------------- |
| Savić 1' Montvai 51' 78' 51' | (1 – 0) Jegyzőkönyv | Köntös 28' Magasföldi 50' Habi 62' Lipcsei 64' Hegedűs 76' Fülöp 80' |

| Széktói Stadion, Kecskemét Nézőszám: 4 000 Játékvezető: Szabó Zsolt (magyar) |

| 8. forduló 2008. szeptember 20. 19:00 |

| BFC Siófok                                     | 1 – 1               | Rákospalotai EAC     |
| ---------------------------------------------- | ------------------- | -------------------- |
| Takács 35' Hegedűs 8' Mogyorósi 53' Ndjodo 64′ | (1 – 0) Jegyzőkönyv | Nyerges 88' Kiss 78' |

| Révész Géza utcai stadion, Siófok Nézőszám: 300 Játékvezető: Veizer Roland (magyar) |

| 9. forduló 2008. szeptember 27. 19:00 |

| Kaposvári Rákóczi | 1 – 0               | BFC Siófok |
| ----------------- | ------------------- | ---------- |
| Bozović 82'       | (0 – 0) Jegyzőkönyv |            |

| Rákóczi Stadion, Kaposvár Nézőszám: 2 500 Játékvezető: Bede Ferenc (magyar) |

| 10. forduló 2008. október 3. 19:00 |

| BFC Siófok | 0 – 1               | Budapest Honvéd      |
| ---------- | ------------------- | -------------------- |
| Tusori 69' | (0 – 1) Jegyzőkönyv | Abraham 37' Filó 70' |

| Révész Géza utcai stadion, Siófok Nézőszám: 1 200 Játékvezető: Bognár Tamás (magyar) |

| 11. forduló 2008. október 18. 18:00 |

| MTK Budapest                                | 2 – 1               | BFC Siófok                       |
| ------------------------------------------- | ------------------- | -------------------------------- |
| Hrepka 85' Lencse 90' 90+1' Rodenbücher 88' | (0 – 0) Jegyzőkönyv | Ndjodo 62' Sütő 53′ Tusori 90+3' |

| Hidegkuti Nándor Stadion, Budapest Nézőszám: 500 Játékvezető: Kassai Viktor (magyar) |

| 12. forduló 2008. október 25. 18:00 |

| BFC Siófok                                             | 4 – 1               | Diósgyőr                          |
| ------------------------------------------------------ | ------------------- | --------------------------------- |
| Ndjodo 45' 51' Magasföldi 46' Tusori 61' Mogyorósi 50' | (1 – 0) Jegyzőkönyv | Tchana 63' Miličić 27' Pintér 70' |

| Révész Géza utcai stadion, Siófok Nézőszám: 500 Játékvezető: Solymosi Péter (magyar) |

| 13. forduló 2008. november 1. 18:00 |

| Paksi FC                        | 2 – 1               | BFC Siófok                                                  |
| ------------------------------- | ------------------- | ----------------------------------------------------------- |
| Kiss 54' Böde 56' 15' Hanák 20' | (0 – 1) Jegyzőkönyv | Kanta 36' Tusori 13' Hegedűs 63' Magasföldi 81' Horváth 90' |

| Fehérvári úti stadion, Paks Nézőszám: 800 Játékvezető: Bede Ferenc (magyar) |

| 14. forduló 2008. november 9. 15:00 |

| BFC Siófok                     | 1 – 4               | Zalaegerszegi TE                                          |
| ------------------------------ | ------------------- | --------------------------------------------------------- |
| Sütő 45' Hegedűs 56' Fülöp 63' | (1 – 1) Jegyzőkönyv | Méyé 24' 71' Waltner 46' Máté 90+3' Horváth 29' Hajdú 41' |

| Révész Géza utcai stadion, Siófok Nézőszám: 900 Játékvezető: Berger József (magyar) |

| 15. forduló 2008. november 15. 18:00 |

| Győri ETO  | 0 – 0               | BFC Siófok |
| ---------- | ------------------- | ---------- |
| Tokody 35' | (0 – 0) Jegyzőkönyv | Kanta 89'  |

| ETO Park, Győr Nézőszám: 2 000 Játékvezető: Szilasi Szabolcs (magyar) |

#### Tavaszi fordulók
| 16. forduló 2009. február 21. 17:00 |

| FC Fehérvár                     | 2 – 1               | BFC Siófok                          |
| ------------------------------- | ------------------- | ----------------------------------- |
| André Alves 5' Polonkai 58' 32' | (1 – 0) Jegyzőkönyv | Kanta 87' Magasföldi 35' Köntös 53' |

| Sóstói Stadion, Székesfehérvár Nézőszám: 1 314 Játékvezető: Bede Ferenc (magyar) |

| 17. forduló 2009. május 6. 19:00 |

| BFC Siófok                               | 3 – 1               | Nyíregyháza Spartacus                  |
| ---------------------------------------- | ------------------- | -------------------------------------- |
| Sütő 4' Ivancsics 38' Magasföldi 41' 56' | (3 – 0) Jegyzőkönyv | Sztojkov 83' Miskolczi 45' Perényi 73' |

| Révész Géza utcai stadion, Siófok Nézőszám: 400 Játékvezető: Farkas Ádám (magyar) |

| 18. forduló 2009. március 7. 18:00 |

| Újpest                                      | 2 – 0               | BFC Siófok                                 |
| ------------------------------------------- | ------------------- | ------------------------------------------ |
| Rajczi 52' 2' Tisza 90' Kabát 63' Dudić 77' | (0 – 0) Jegyzőkönyv | Sütő 12' Kanta 40' Roni 68' Magasföldi 82' |

| Szusza Ferenc Stadion, Budapest Nézőszám: 4 667 Játékvezető: Veizer Roland (magyar) |

| 19. forduló 2009. március 14. 18:00 |

| Vasas      | 0 – 1               | BFC Siófok          |
| ---------- | ------------------- | ------------------- |
| Piller 52' | (0 – 0) Jegyzőkönyv | Kogler 50' Sütő 72' |

| Illovszky Rudolf Stadion, Budapest Nézőszám: 3 000 Játékvezető: Sulyok Gergely (magyar) |

| 20. forduló 2009. március 21. 18:00 |

| BFC Siófok                                  | 0 – 1               | Haladás                |
| ------------------------------------------- | ------------------- | ---------------------- |
| Horváth 30' Nagy 41' Hegedűs 68' Ndjodo 78' | (0 – 0) Jegyzőkönyv | Vörös 90+2' Molnár 34' |

| Révész Géza utcai stadion, Siófok Nézőszám: 1 000 Játékvezető: Szilasi Szabolcs (magyar) |

| 21. forduló 2009. április 4. 19:00 |

| Debreceni VSC                                              | 5 – 1               | BFC Siófok                                               |
| ---------------------------------------------------------- | ------------------- | -------------------------------------------------------- |
| Oláh 16' (11-esből) 77' Mészáros 37' Dudu 44' Vinicius 85' | (3 – 1) Jegyzőkönyv | Magasföldi 43' Kanta 31' Hegedűs 36' Eugène 40' Sütő 84′ |

| Oláh Gábor utcai stadion, Debrecen Nézőszám: 4 000 Játékvezető: Takács János (magyar) |

| 22. forduló 2009. április 11. 19:00 |

| BFC Siófok                                     | 2 – 0               | Kecskeméti TE                    |
| ---------------------------------------------- | ------------------- | -------------------------------- |
| Kogler 42' Roni 79' Magasföldi 23' Horváth 55' | (1 – 0) Jegyzőkönyv | Farkas 62' Gyagya 66′ Némedi 68' |

| Révész Géza utcai stadion, Siófok Nézőszám: 1 200 Játékvezető: Veizer Roland (magyar) |

| 23. forduló 2009. április 18. 19:00 |

| Rákospalotai EAC                                                           | 3 – 1               | BFC Siófok                            |
| -------------------------------------------------------------------------- | ------------------- | ------------------------------------- |
| Tusori 25' (öngól) Torma 63' Nyerges 67' (11-esből) Pintér 44' Szántai 60' | (1 – 0) Jegyzőkönyv | Magasföldi 87' Kogler 47' Hegedűs 67' |

| Budai II László Stadion, Budapest Nézőszám: 500 Játékvezető: Solymosi Péter (magyar) |

| 24. forduló 2009. április 25. 19:00 |

| BFC Siófok                                             | 2 – 5               | Kaposvári Rákóczi                                                                 |
| ------------------------------------------------------ | ------------------- | --------------------------------------------------------------------------------- |
| Magasföldi 54' 66' Roni 75' 45' Tusori 35' Horváth 76′ | (0 – 2) Jegyzőkönyv | Zsolnai 6' 28' 58' Nikolics 56' 90+2' Zahorecz 11' Bogdán 50' Petrók 63' Grúz 84' |

| Révész Géza utcai stadion, Siófok Nézőszám: 1 500 Játékvezető: Iványi Zoltán (magyar) |

| 25. forduló 2009. április 28. 19:00 |

| Budapest Honvéd         | 0 – 2               | BFC Siófok                              |
| ----------------------- | ------------------- | --------------------------------------- |
| Rabóczki 50' Vukmir 73' | (0 – 0) Jegyzőkönyv | Ivancsics 52' (11-esből) Magasföldi 75' |

| Bozsik József Stadion, Budapest Nézőszám: 1 000 Játékvezető: Németh Ádám (magyar) |

| 26. forduló 2009. május 2. 19:00 |

| BFC Siófok          | 0 – 1               | MTK Budapest                                |
| ------------------- | ------------------- | ------------------------------------------- |
| Köntös 50' Roni 66' | (0 – 0) Jegyzőkönyv | Lencse 90+1' Zsidai 8' Eppel 40' Pátkai 72' |

| Révész Géza utcai stadion, Siófok Nézőszám: 900 Játékvezető: Berger József (magyar) |

| 27. forduló 2009. május 9. 19:00 |

| Diósgyőr                | 0 – 1               | BFC Siófok                      |
| ----------------------- | ------------------- | ------------------------------- |
| Kamber 33' Menyhért 63' | (0 – 0) Jegyzőkönyv | Ekounda 80' Nagy 30' Köntös 55' |

| DVTK-stadion, Miskolc Nézőszám: 2 500 Játékvezető: Veizer Roland (magyar) |

| 28. forduló 2009. május 16. 19:00 |

| BFC Siófok             | 1 – 2               | Paksi FC                                     |
| ---------------------- | ------------------- | -------------------------------------------- |
| Tusori 56' Hegedűs 51′ | (0 – 1) Jegyzőkönyv | Vári 5' 28' Nagy 83' Horváth 25' Nikolov 70′ |

| Révész Géza utcai stadion, Siófok Nézőszám: 700 Játékvezető: Bede Ferenc (magyar) |

| 29. forduló 2009. május 23. 19:00 |

| Zalaegerszegi TE                                     | 5 – 3               | BFC Siófok                               |
| ---------------------------------------------------- | ------------------- | ---------------------------------------- |
| Rudņevs 10' 44' Kovács 34' Sluka 61' Waltner 88' 58' | (3 – 2) Jegyzőkönyv | Horváth 4' 83' Magasföldi 37' Kogler 79' |

| ZTE Aréna, Zalaegerszeg Nézőszám: 3 892 Játékvezető: Szabó Zsolt (magyar) |

| 30. forduló 2009. május 30. 19:00 |

| BFC Siófok                                                                      | 3 – 2               | Győri ETO                                         |
| ------------------------------------------------------------------------------- | ------------------- | ------------------------------------------------- |
| Bojtor 5' Magasföldi 27' Takács 56' Roni 15' Ivancsics 45' Kanta 64' Tusori 76' | (2 – 0) Jegyzőkönyv | Alekszidze 65' 87' Bicák 20' Völgyi 35' Stark 81' |

| Révész Géza utcai stadion, Siófok Nézőszám: 350 Játékvezető: Takács János (magyar) |

#### A bajnokság végeredménye
| #   | Csapat                    | M  | GY | D  | V  | G+ – G– | GK  | P  | Megjegyzések                  |
| --- | ------------------------- | -- | -- | -- | -- | ------- | --- | -- | ----------------------------- |
| 1.  | Debreceni VSC (B) (I)     | 30 | 21 | 5  | 4  | 70–29   | +41 | 68 | Bajnokok Ligája (selejtező)   |
| 2.  | Újpest (I)                | 30 | 17 | 8  | 5  | 61–38   | +23 | 59 | Európa-liga (2. selejtezőkör) |
| 3.  | Haladás Ú (I)             | 30 | 16 | 5  | 9  | 44–29   | +15 | 53 | Európa-liga (1. selejtezőkör) |
| 4.  | Zalaegerszegi TE          | 30 | 15 | 7  | 8  | 52–44   | +8  | 52 |                               |
| 5.  | Kecskeméti TE Ú           | 30 | 14 | 6  | 10 | 55–44   | +11 | 48 |                               |
| 6.  | FC Fehérvár               | 30 | 14 | 6  | 10 | 42–34   | +8  | 48 |                               |
| 7.  | MTK Budapest CV           | 30 | 13 | 6  | 11 | 43–41   | +2  | 45 |                               |
| 8.  | Győri ETO                 | 30 | 11 | 10 | 9  | 57–41   | +16 | 43 |                               |
| 9.  | Kaposvári Rákóczi         | 30 | 11 | 7  | 12 | 51–46   | +5  | 40 |                               |
| 10. | Vasas                     | 30 | 11 | 5  | 14 | 42–52   | −10 | 38 |                               |
| 11. | Paksi FC                  | 30 | 9  | 8  | 13 | 38–51   | −13 | 35 |                               |
| 12. | Diósgyőr                  | 30 | 9  | 6  | 15 | 29–45   | −16 | 33 |                               |
| 13. | Budapest Honvéd (KGY) (I) | 30 | 8  | 8  | 14 | 31–46   | −15 | 32 | Európa-liga (3. selejtezőkör) |
| 14. | Nyíregyháza Spartacus     | 30 | 7  | 11 | 12 | 32–41   | −9  | 32 |                               |
| 15. | BFC Siófok (K)            | 30 | 8  | 2  | 20 | 30–56   | −26 | 26 | NB II                         |
| 16. | Rákospalotai EAC (K)      | 30 | 3  | 6  | 21 | 33–73   | −40 | 15 | NB II                         |

Utolsó frissítés: 2013. február 19. 
Forrás: MLSZ adatbank 
A rangsorolás alapszabályai: 1. összpontszám, 2. győzelmek száma, 3. egymás elleni eredmények összpontszáma,  4. egymás elleni eredmények gólkülönbsége, 5. egymás elleni eredmények szerzett góljainak száma 6. gólkülönbség, 7. szerzett gólok száma.
(B): Bajnokcsapat, (K): Kieső csapat, (F): Feljutó csapat, (I): Kupainduló, (R): A rájátszás győztese, (KGY): Kupagyőztes

#### Az eredmények összesítése
Az alábbi táblázatban összesítve szerepelnek a BFC Siófok 2008/09-es bajnokságban elért eredményei.
| Ősz/tavasz (forduló)    | Otthon | Otthon | Otthon | Otthon | Otthon | Otthon | Otthon | Idegenben | Idegenben | Idegenben | Idegenben | Idegenben | Idegenben | Idegenben |
| Ősz/tavasz (forduló)    | M      | GY     | D      | V      | LG–KG  | GK     | P      | M         | GY        | D         | V         | LG–KG     | GK        | P         |
| ----------------------- | ------ | ------ | ------ | ------ | ------ | ------ | ------ | --------- | --------- | --------- | --------- | --------- | --------- | --------- |
| Őszi szezon (1–15.)     | 8      | 2      | 1      | 5      | 7–13   | –6     | 7      | 7         | 0         | 1         | 6         | 2–14      | –12       | 1         |
| Tavaszi szezon (16–30.) | 7      | 3      | 0      | 4      | 11–12  | –1     | 9      | 8         | 3         | 0         | 5         | 10–17     | –7        | 9         |
| Összesen (1–30.)        | 15     | 5      | 1      | 9      | 18–25  | –7     | 16     | 15        | 3         | 1         | 11        | 12–31     | –19       | 10        |

#### Helyezések fordulónként
| Forduló  | 1  | 2 | 3  | 4  | 5  | 6  | 7  | 8  | 9  | 10 | 11 | 12 | 13 | 14 | 15 | 16 | 17 | 18 | 19 | 20 | 21 | 22 | 23 | 24 | 25 | 26 | 27 | 28 | 29 | 30 |
| -------- | -- | - | -- | -- | -- | -- | -- | -- | -- | -- | -- | -- | -- | -- | -- | -- | -- | -- | -- | -- | -- | -- | -- | -- | -- | -- | -- | -- | -- | -- |
| Helyszín | O  | I | O  | O  | I  | O  | I  | O  | I  | O  | I  | O  | I  | O  | I  | I  | O  | I  | I  | O  | I  | O  | I  | O  | I  | O  | I  | O  | I  | O  |
| Eredmény | GY | V | V  | V  | V  | V  | V  | D  | V  | V  | V  | GY | V  | V  | D  | V  | GY | V  | GY | V  | V  | GY | V  | V  | GY | V  | GY | V  | V  | GY |
| Helyezés | 6  | 9 | 14 | 15 | 16 | 16 | 16 | 16 | 16 | 16 | 16 | 15 | 15 | 15 | 15 | 15 | 15 | 15 | 15 | 15 | 15 | 15 | 15 | 15 | 15 | 15 | 15 | 15 | 15 | 15 |

Helyszín: O = Otthon; I = Idegenben. Eredmény: GY = Győzelem; D = Döntetlen; V = Vereség.

### Magyar kupa
| 3. forduló 2008. szeptember 4. 16:00 |

| Szentlőrinc SE | 0 – 2               | BFC Siófok                              |
| -------------- | ------------------- | --------------------------------------- |
|                | (0 – 0) Jegyzőkönyv | Bašara 12' Lipcsei 90+4' 59' Köntös 10' |

| Játékvezető: Kiss Norbert (magyar) |

| 4. forduló 2008. szeptember 24. 15:30 |

| Rum KSC | 0 – 3               | BFC Siófok                         |
| ------- | ------------------- | ---------------------------------- |
|         | (0 – 2) Jegyzőkönyv | Ladóczki 40' Tusori 45' László 88' |

| Játékvezető: Szilasi Szabolcs (magyar) |

| 5. forduló Első mérkőzés 2008. október 8. 15:00 |

| FC Fehérvár II. | 0 – 4               | BFC Siófok                        |
| --------------- | ------------------- | --------------------------------- |
|                 | (0 – 3) Jegyzőkönyv | Ndjodo 11' 32' 37' Bašara 65' 51' |

| Felcsút Játékvezető: Németh Ádám (magyar) |

| 5. forduló Visszavágó 2008. október 22. 14:00 |

| BFC Siófok                             | 4 – 1               | FC Fehérvár II.       |
| -------------------------------------- | ------------------- | --------------------- |
| Ladóczki 5' 28' Handler 38' Bašara 65' | (3 – 0) Jegyzőkönyv | Disztl 52' Kovács 76' |

| Révész Géza utcai stadion, Siófok Játékvezető: Urbán Eszter (magyar) |

| Negyeddöntő Első mérkőzés 2009. március 10. 16:00 |

| BFC Siófok                                 | 2 – 0               | Debreceni VSC                |
| ------------------------------------------ | ------------------- | ---------------------------- |
| Magasföldi 20' 80' Ivancsics 57' Kanta 20' | (1 – 0) Jegyzőkönyv | Hugo Leonardo 31' Huszák 43' |

| Révész Géza utcai stadion, Siófok Nézőszám: 150 Játékvezető: Németh Ádám (magyar) |

| Negyeddöntő Visszavágó 2009. március 17. 17:00 |

| Debreceni VSC                  | 1 – 1               | BFC Siófok                                                                       |
| ------------------------------ | ------------------- | -------------------------------------------------------------------------------- |
| Dudu 49' Huszák 6' Leandro 36' | (0 – 1) Jegyzőkönyv | Ivancsics 45' (11-esből) Ndjodo 11' Hegedűs 20' Magasföldi 25' Sütő 57' Koós 88' |

| Oláh Gábor utcai stadion, Debrecen Nézőszám: 1 500 Játékvezető: Bede Ferenc (magyar) |

| Elődöntő Első mérkőzés 2009. április 15. 18:00 |

| BFC Siófok                                                                              | 1 – 2               | Budapest Honvéd                                                   |
| --------------------------------------------------------------------------------------- | ------------------- | ----------------------------------------------------------------- |
| Hercegfalvi 6' (öngól) Hegedűs 33' Horváth 67' Magasföldi 77' Andruskó 90+2' Sütő 90+2' | (1 – 0) Jegyzőkönyv | Moreira 75' Abraham 78' Smiljanić 1' Filó 7' Vukmir 47' Lungu 51' |

| Révész Géza utcai stadion, Siófok Nézőszám: 1 000 Játékvezető: Andó-Szabó Sándor (magyar) |

| Elődöntő Visszavágó 2009. április 21. 18:00 |

| Budapest Honvéd                                        | 2 – 2               | BFC Siófok                                                  |
| ------------------------------------------------------ | ------------------- | ----------------------------------------------------------- |
| Smiljanić 43' Hercegfalvi 90+1' Filó 22' Debreceni 67' | (1 – 0) Jegyzőkönyv | Hegedűs 49' 53' Ivancsics 74' Horváth 17' Sütő 28' Nagy 83′ |

| Bozsik József Stadion, Budapest Nézőszám: 2 000 Játékvezető: Bede Ferenc (magyar) |

### Ligakupa

#### Csoportkör (B csoport)
| 1. forduló 2008. október 1. 15:30 |

| BFC Siófok  | 1 – 2               | Budaörsi SC                     |
| ----------- | ------------------- | ------------------------------- |
| Krizbai 23' | (1 – 0) Jegyzőkönyv | Pálinkás 59' Tüske 78' Végh 53' |

| Révész Géza utcai stadion, Siófok Játékvezető: Erdős József (magyar) |

| 2. forduló 2008. október 15. 15:00 |

| MTK Budapest | 1 – 8               | BFC Siófok                                                          |
| ------------ | ------------------- | ------------------------------------------------------------------- |
| Nikházi 72'  | (0 – 4) Jegyzőkönyv | Takács 4' Magasföldi 35' 41' Ndjodo 44' Fülöp 49' 80' Gajda 52' 75' |

| Hidegkuti Nándor Stadion, Budapest Játékvezető: Szőts Gergely (magyar) |

| 3. forduló 2008. november 26. 13:00 |

| BFC Siófok                 | 2 – 2               | Lombard Pápa                                            |
| -------------------------- | ------------------- | ------------------------------------------------------- |
| Forgács 33' Magasföldi 43' | (2 – 1) Jegyzőkönyv | Gyömbér 36' Szabó 66' Venczel 43' Varga 50' Császár 80' |

| Révész Géza utcai stadion, Siófok Játékvezető: Kiss Norbert (magyar) |

| 4. forduló 2008. november 19. 13:00 |

| BFC Siófok                           | 2 – 1               | Haladás                |
| ------------------------------------ | ------------------- | ---------------------- |
| Magasföldi 32' Ndjodo 44' Tusori 90' | (2 – 1) Jegyzőkönyv | Andorka 24' Kovács 40' |

| Révész Géza utcai stadion, Siófok Játékvezető: Németh Ádám (magyar) |

| 5. forduló 2008. november 12. 13:30 |

| Győri ETO                                                           | 3 – 0               | BFC Siófok |
| ------------------------------------------------------------------- | ------------------- | ---------- |
| Csermelyi 61' Eugène 73' Brnović 80' Pintér 40' Kiss 42' Kovács 83' | (0 – 0) Jegyzőkönyv | Sütő 85′   |

| ETO Park, Győr Játékvezető: Bognár Tamás (magyar) |

| 6. forduló 2008. november 22. 13:00 |

| Budaörsi SC | 0 – 2               | BFC Siófok                   |
| ----------- | ------------------- | ---------------------------- |
| Bálint 89'  | (0 – 0) Jegyzőkönyv | Magasföldi 67' Forgács 90+2' |

| Budaörs Játékvezető: Takács János (magyar) |

| 7. forduló 2008. november 29. 13:00 |

| BFC Siófok | 1 – 2               | MTK Budapest                       |
| ---------- | ------------------- | ---------------------------------- |
| Tusori 57' | (0 – 0) Jegyzőkönyv | Rodenbücher 50' Kis 70' Molnár 16' |

| Révész Géza utcai stadion, Siófok Játékvezető: Berger József (magyar) |

| 8. forduló 2008. december 6. 13:00 |

| Lombard Pápa | 0 – 0               | BFC Siófok                          |
| ------------ | ------------------- | ----------------------------------- |
|              | (0 – 0) Jegyzőkönyv | Hegedűs 20' Mogyorósi 71' Kanta 86' |

| Perutz Stadion, Pápa Játékvezető: Oláh Gábor (magyar) |

| 9. forduló 2009. február 7. 13:30 |

| Haladás                           | 3 – 0               | BFC Siófok  |
| --------------------------------- | ------------------- | ----------- |
| Simon 23' 90' Rácz 73' Maikel 60' | (1 – 0) Jegyzőkönyv | Hollósi 23' |

| Rohonci úti stadion, Szombathely Játékvezető: Oláh Gábor (magyar) |

| 10. forduló 2009. február 14. 13:00 |

| BFC Siófok                                                                    | 4 – 2               | Győri ETO                                          |
| ----------------------------------------------------------------------------- | ------------------- | -------------------------------------------------- |
| Ndjodo 31' Tóth 53' (öngól) Magasföldi 54' 61' Koós 83' Sütő 56' Andruskó 70' | (1 – 2) Jegyzőkönyv | Csermelyi 16' Berde 27' 8' Molnár 54' Pákolicz 81' |

| Révész Géza utcai stadion, Siófok Játékvezető: Gaál Gyöngyi (magyar) |

#### A B csoport végeredménye
| Színmagyarázat | Színmagyarázat                                                 |
| -------------- | -------------------------------------------------------------- |
|                | A csoportelső és csoportmásodik bejutott a negyeddöntőbe.      |
|                | A csoport többi helyezettje nem folytathatta a kupaszereplést. |

| Csapat       | M  | Gy | D | V | Lg | Kg | Gk  | P  |
| ------------ | -- | -- | - | - | -- | -- | --- | -- |
| Haladás      | 10 | 7  | 1 | 2 | 23 | 10 | +13 | 22 |
| Győri ETO    | 10 | 5  | 1 | 4 | 23 | 19 | +4  | 16 |
| MTK Budapest | 10 | 4  | 3 | 3 | 13 | 17 | -4  | 15 |
| BFC Siófok   | 10 | 4  | 2 | 4 | 20 | 16 | +4  | 14 |
| Budaörs SC   | 10 | 3  | 1 | 6 | 10 | 22 | -12 | 10 |
| Lombard Pápa | 10 | 1  | 4 | 5 | 18 | 23 | -5  | 7  |

## Külső hivatkozások
- A csapat hivatalos honlapja
- A Magyar Labdarúgó Szövetség honlapja, adatbankja